# Kylie Live: X2008
Kylie Live: X2008 es el DVD 2008 de Kylie Minogue para su décima gira de conciertos, KylieX2008. El DVD presenta todo el concierto junto con una galería de fotos, proyecciones de video, los diseños conceptuales y un documental titulado 12 Hours... in the life of Kylie Minogue.
Una versión en blue-ray fue estrenado en Alemania, el 27 de marzo de 2009, con contenido extra.

## Repertorio digital

### Espectáculo principal
Act 1: Xlectro Static
1. "Speakerphone"
2. "Boombox / Can't Get You Out Of My Head"
3. "Ruffle My Feathers"
4. "In Your Eyes"

Act 2: Cheer Squad
1. "Heart Beat Rock"
2. "Wow"
3. "Shocked"

Act 3: Beach Party
1. "Loveboat"
2. "Copacabana"
3. "Spinning Around"

Act 4: Xposed
1. "Like A Drug"
2. "Slow"
3. "2 Hearts"

Act 5: Naughty Manga Girl
1. "Sometime Samurai"
2. "Come Into My World"
3. "Nu-di-ty"
4. "Sensitized"

Act 6: Starry Nights
1. "Flower"
2. "I Believe in You"

Act 7: Black Versus White
1. "On a Night Like This"
2. "Your Disco Needs You"
3. "Kids"
4. "Step Back In Time"
5. "In My Arms"

Encore
1. "No More Rain"
2. "The One"
3. "Love At First Sight"
4. "I Should Be So Lucky"

### Características especiales
| DVD 1. "Speakerphone"/"Can't Get You Out of My Head" 2. "Ruffle My Feathers" 3. "Like a Drug" 4. "Sometime Samurai" 5. "Sensitized" - Diseño conceptual - Galería fotográfica - 12 Hours... in the life of Kylie Minogue | Blu-ray 1. "Speakerphone"/"Can't Get You Out of My Head" 2. "Ruffle My Feathers" 3. "In Your Eyes" 4. "Heart Beat Rock"/"Wow" 5. "Loveboat" 6. "Spinning Around" 7. "Like a Drug" 8. "2 Hearts" 9. "Sometime Samurai" 10. "Nu-di-ty" 11. "Sensitized" 12. "In My Arms" 13. "No More Rain" - Diseño conceptual - Galería fotográfica - 12 Hours... in the life of Kylie Minogue - Kylie Live: X2008 Tráiler (incluido como un regalo de pascua) |

### Otras proyecciones

#### Aparecidas en Internet
- La proyección de Better the Devil You Know que pertenece al tour, pero no fui incluido en el DVD. Sin embargo, apareció en GoodiesCorp, una empresa de diseño digital.

#### No lanzadas
- Shocked
- Copacabana
- Slow

## Estadísticas
| País (2008)             | Número de posición |
| ----------------------- | ------------------ |
| Australia               | 2                  |
| Nueva Zelanda           | 7                  |
| Reino Unido             | 8                  |
| Alemania (Album Charts) | 83                 |